# Enrique Cordero y Torres
Enrique Cordero y Torres (Zacatlán, 4 de agosto de 1904 - Ciudad de Puebla, 23 de noviembre de 1989) fue un profesor, historiador y periodista mexicano. Autor de obras sobre la cultura e historia del estado de Puebla y gran defensor del patrimonio histórico de su capital. Fue elegido miembro correspondiente en Puebla de la Academia Mexicana de la Lengua.

## Formación
Fue hijo de don José María Cordero y Márquez y de la señora Isabel Torres Seoane, quienes además procrearon a Esperanza, Consuelo, Jorge, Magdalena, e Isabel. Estaba emparentado con el poeta Manuel M. Flores, quien era primo hermano de su padre. Desde los tres meses de edad fue traído a la ciudad de Puebla en donde cursó la primaria en el Instituto José Manzo, estudió comercio en las Escuelas Pías y la preparatoria en el Colegio del Estado. Desde estudiante ya se desempeñaba como profesor de dibujo natural y geometría razonada en la Academia de Bellas Artes, así como secretario de la misma. Fue profesor en escuelas primarias de Tlaxcala y por más de quince años profesor de secundaria en el Colegio Benavente de la ciudad de Puebla y catedrático fundador de la Escuela Normal Superior del mismo instituto educativo.
Estuvo casado con Guadalupe Pita con quien procreó a Roberto, Mercedes, Ana María y Dolores, siendo los dos primeros dedicados a la poesía y a la pintura. En segundas nupcias estuvo casado con Josefina Bernal, quienes procrearon al contador y catedrático Rigoberto Cordero y Bernal y al QFB jose Ma. Cordero y Bernal quien siguió su carrera de catedrático como Director en el Instituto Profesor Enrique Cordero y Torres (IPECYT) de la Cd de Puebla.

## Periodismo
Fue colaborador en los periódicos capitalino Omega, Revista de Revistas y Jueves de Excelsior. Fue redactor del diario La Opinión y de los diarios de la cadena periodística nacional García Valseca el Sol de Puebla y la Voz de Puebla. Fue fundador de los periódicos en Tlaxcala Xicotencatl, Proletario, Magazine 1924 y de la revista del célebre grupo literario Bohemia Poblana que alcanzó cientos de publicaciones.

## Miembro de instituciones y promotor de obras culturales
Fue miembro correspondiente de la Academia Mexicana de la Lengua, correspondiente de la Real Española, miembro de la Academia Nacional de Historia y Geografía y miembro de la Sociedad Mexicana de Geografía y Estadística. A él se debe en gran parte los jardines de los fraccionamientos: El Carmen, Federico Escobedo y Lic. Enrique Gómez Haro y los monumentos a Federico Escobedo "Tamiro Miceneo", a Rafael Cabrera, a Manuel María Flores y al Dr. Rafael Serrano. Fue director del Centro de Estudios Históricos de Puebla.
A él se debe y por instancias del grupo literario Bohemia Poblana el haber propuesto al Congreso del Estado el título de Heroica Puebla de Zaragoza que por decreto se publicó el 4 de agosto de 1955.
Fue director y fundador de la galería pictórica y museo José Luis Bello y Zetina inaugurado el 16 de abril de 1972, encargo y nombramiento que recibió en vida del mismo coleccionista don José Luis Bello y Zetina.

## Defensor del patrimonio edificado de la ciudad de Puebla
En la década de 1960 el profesor Enrique Cordero y Torres, desde las páginas del diario El Sol de Puebla se abocó a publicar valientemente fotografías y textos sobre la destrucción autorizada por el gobierno de Rafael Ávila Camacho a través de la Comisión de Monumentos encabezaba por Miguel Sarmiento. Ávila Camacho había derogado la Ley sobre Protección y Conservación de Monumentos y Bellezas Naturales del Estado de Puebla con lo cual daba margen al gobierno de decidir sobre el destino de los inmuebles, así aquellos propietarios que gozaban de la complacencia del gobernador, eran autorizados a decidir sobre sus inmuebles, en este caso históricos, y que fueron derruidos a su conveniencia, tal como ocurrió con el embovedamiento del río San Francisco en donde Cordero y Torres recogió una buena parte de los documentos sobre este hecho, las familias beneficiadas y el grado de destrucción. El 29 de enero de 1962 la nota principal de El Sol de Puebla daba cuenta de que el 50 por ciento de las joyas arquitectónicas de la ciudad había sido derribada ante la complacencia del funcionario Sarmiento.

## Obras literarias
- Prosas Amargas (1928)[4]
- Poetas y escritores poblanos.(1900-1911)
- Historia del Periodismo en Puebla (1928-1946).
- Fray Pedro de Gante (1949)
- Crónicas de mi Ciudad. 1a. edición 1955, 2a.edición 1970
- Diccionario General de Puebla (1519-1958).cuatro tomos
- Historia General del Estado de Puebla (1531-1963). CON EL RUBRO DE  HISTORIA COMPENDIADA DEL ESTADO DE PUEBLA tres tomos (1965)
- Anecdotario de don Artemio del Valle-Arizpe (1960).
- Guía Turística, Cultural, y Artística de Puebla (1955). primera edición
- Historia del Río San Francisco, Embovedamiento y Boulevard Héroes 5 de mayo (1967)
- El libro de plata de Bohemia Poblana. (1967)
- Ocho Lustros (1969)
- Leyendas de la Puebla de los Ángeles (1971).
- Diccionario Biográfico de Puebla, dos tomos (1972).
- Guía Turística de Puebla, en inglés.
- Galería Pictórica de los Gobernadores de Puebla (1982)
- Política educacional
- Cartografía y Geografía del Estado de Puebla. en coautoría
- Galerías pictóricas de la ciudad de Puebla. (1967)

## Opusculos
- Cronología de Gobernantes del Estado de Puebla y sus presidentes Municipales (1970).
- Ex Libris de poblanos.
- Historia de la Cruz Roja en Puebla.
- La Catedral de Puebla. (1950). descripción
- Las primeras fundaciones hospitalarias.
- Puebla ciudad de leyendas.
- Las Torres Mexicanas más Altas (1952).
- Puebla, Entidad de la República (1953).
- Pueblo de San Baltazar Campeche.
- Rafael Cabrera, médico, poeta y diplomático.
- Una Poetisa Ascendiente.
- Vida y obra del maestro Daniel Dávila Domínguez.
- Danzas y bailes aborígenes del territorio poblano. (1969)
- Epigrafía civil de la ciudad de Puebla. (1973)
- Exposiciones y Ferias del Estado de Puebla. (1976)
- Fenómenos telúricos en territorio poblano. (1973)